# Rheumaptera certata
Rheumaptera certata là một loài bướm đêm trong họ Geometridae.